# Valkenburg aan de Geul
Valkenburg aan de Geul (nizozemsko: [ˈvɑlkə(m)bʏr(ə)x aːn də ˈɣøːl] (); Limburško [ˈvɑl˦əkəˌbæʀ˦əx] ()) je občina v jugovzhodni nizozemski provinci Limburg. Ime se nanaša na osrednje mesto v občini, Valkenburg, in majhno reko Geul, ki teče skozenj.

## Zgodovina
Obleganja in osvajanja so bila ponavljajoča se tema v zgodovini Valkenburga, zlasti v povezavi z gradom Valkenburg, sedežem grofov Valkenburškimi (ali Falkenburškimi). Decembra 1672 so grad ponovno uničile nizozemske čete pod vodstvom Viljema III., ki so poskušale preprečiti, da bi ga zavzele vojske francoskega Ludvika XIV. Od takrat ga niso obnovili.
V 19. stoletju je zaradi naravnega okolja tega območja Valkenburg postal počitniška destinacija za premožne Nizozemce. Razvil se je turizem, zlasti potem, ko so leta 1853 odprli železnico iz Maastrichta v Heerlen in Aachen. Železniška postaja Valkenburg je najstarejša ohranjena postaja na Nizozemskem. V začetku 20. stoletja je v Valkenburgu več let živel nizozemski arhitekt Pierre Cuypers. Pomagal je pri razvoju turizma z zasnovo hotela, gledališča na prostem in kopije rimskih katakomb. Obnovil je tudi srednjeveško cerkev in zasnoval več grobnic in kapelo v gotskem slogu na pokopališču na Caubergu, strmem griču izven središča mesta.
Med drugo svetovno vojno je bil Valkenburg štiri leta, štiri mesece in en teden pod okupacijo nacistične Nemčije. Mesto je 17. septembra 1944 osvobodila ameriška 30. pehotna divizija. Pričakali so jih s tulipani in kruhom. Za pregled odporniškega gibanja v Valkenburgu med vojno glej Odpor v Valkenburgu.
Valkenburg ni več utrjeno mesto, vendar je v veliki meri ohranilo svoj zgodovinski čar, čeprav je mesto močno trpelo zaradi množičnega turizma v 60., 70. in 80. letih prejšnjega stoletja. Občina Valkenburg aan de Geul še vedno gosti več kot milijon prenočitev na leto. Sedanji cilj Mestnega sveta Valkenburga je odmik od množičnega turizma in poudarjanje "naravnih in zgodovinskih lepot mesta".  Da bi pritegnili več "kakovostnega turizma", je bil izdelan načrt, imenovan Vestingstad Valkenburg (Utrjeno mesto Valkenburg). V načrt je bila vključena obnova dveh ohranjenih mestnih vrat, obnova Geulpoorta, mestnih vrat iz 14. stoletja, ki so bila skupaj z gradom porušena v 17. stoletju, in rekonstrukcija obrambnega jarka ob srednjeveškem obzidju v Halderparku. Bolj ali manj sočasno se je začela prenova mestne nakupovalne četrti, ki se je končala okoli leta 2017.
Reka Geul je 15. julija 2021 prestopila svoje bregove in povzročila precejšnjo škodo na mostovih in zgradbah v celotnem središču mesta. 

## Glavne znamenitosti
Danes je Valkenburg znan po svojih turističnih znamenitostih, hišah iz krede (lokalno imenovanih mergel ali lapor) in gričevnatem podeželju. Glavne znamenitosti so:
- grad Valkenburg, od katerega so ostale le ruševine;
- več drugih gradov, grajskih kmetij in veličastnih domov, ki se večinoma nahajajo ob reki Geul;
- Oud-Valkenburg, majhna vasica ob Geulu s posebej slikovitim ansamblom gotske cerkve, dveh gradov (Genhoes in Schaloen) in več zgodovinskih kmetij, vse v lokalnem laporju;
- več mlinov, dva v starem mestnem jedru;
- deli mestnega obzidja in dvoje od treh mestnih vrat so preživeli ( Berkelpoort in Grendelpoort ; tretja vrata, Geulpoort, so bila obnovljena leta 2014);
- stara sodna stavba ( Spaans Leenhof );
- Cerkev sv. Nikolaja, gotska cerkev v Valkenburgu z nekaj poznosrednjeveškimi rezbarijami;
- Cerkev sv. Gerlaha v bližnjem Houthem Sint-Gerlachu z baročnimi freskami Johanna Adama Schöpfa, naslikanimi na lapor;
- več nekdanjih kamnolomov laporja (lokalno imenovanih "jame", čeprav jih je v veliki meri ustvaril človek), ki ponujajo vodene oglede; nekateri imajo zanimive risbe z ogljem in skulpture iz laporja, eden je bil poustvarjen kot rimske katakombe (zasnoval Pierre Cuypers ), drugi kot rudnik premoga; pozimi v nekaterih kamnolomih potekajo božični sejmi ;
- 30 m visok razgledni stolp (Wilhelminatoren) na vrhu hriba, povezan z mestom spodaj z nihalko ;
- Terme 2000, savno in wellness resort;
- podružnica Holland Casino in velik park okoli nje (Kuurpark );
- dva zabaviščna parka ; eden se osredotoča na priljubljene pravljice (Sprookjesbos);

Valkenburg se nahaja v delu Nizozemske, ki je znan po čudovitem naravnem okolju in zgodovinskih zgradbah. Območje, čeprav precej hribovito, je odlično primerno za sprehode ali (gorske) kolesarske ture.

### Zaščitene stavbe v Valkenburgu
- Cerkev svetega Nikolaja
- Mestno obzidje
- Železniška postaja
- Vodni mlin

### Gradovi in mogočne hiše v Valkenburgu
- Porušeni grad
- Grad Den Halder
- Grad Oost Valkenburg
- grad Schaloen

### Turistične znamenitosti v Valkenburgu
- Grotestraat, glavna ulica Valkenburga
- Wilhelminin stolp
- Hotel, ki ga je zgradilCuypers
- Turisti v vrsti na gradu Valkenburg
- Rimske katakombe (Cuypers)

## Poselitveni centri
Poleg mesta Valkenburg (vključno s sosesko Broekhem ) občino Valkenburg aan de Geul sestavljajo naslednje vasi in zaselki: Berg en Terblijt, Vilt, Geulhem, Houthem, Sibbe, IJzeren, Oud-Valkenburg, Schin op Geul in Walem.

## Prometne povezave

### Z avtom
Valkenburg aan de Geul povezuje avtocesta A79, ki poteka od Maastrichta do Heerlena.

### Z vlakom
Valkenburg aan de Geul ima tri železniške postaje Valkenburg, Houthem-Sint Gerlach in Schin op Geul, ki jih upravlja Arriva.

### Z avtobusom
V Valkenburg aan de Geul vozijo avtobusi Arriva

## Pomembni prebivalci
- Sveti Gerlah (umrl ok. 1170), puščavnik
- Beatrice Valkenburška (ok. 1254 - 1277), nemška kraljica
- Pierre Cuypers (1827 – 1921), arhitekt; nekaj let preživel v Valkenburgu
- Erich Wasmann (1859 - 1931), avstrijski rojen entomolog
- Jan Hanlo (1912 - 1969), pesnik in pisatelj, je odraščal v Valkenburgu
- Raymond Barion (rojen 1946) nizozemski umetnik, ustvarjen v obliki slik, kipov in na papirju
- Gerlach Cerfontaine (rojen 1946), poslovni vodja, izvršni direktor skupine Schiphol
- Marjon Lambriks (rojena 1949), sopran
- Camiel Eurlings (rojen 1973), politik, poslovni vodja, korporativni direktor za KLM
- Rob Ruijgh (rojen 1986), dirkalni kolesar